# Kintampo
Pour les articles homonymes, voir Kintampo (homonymie).
Kintampo est un ancien district du centre du Ghana. Fondé en 1988, il a été scindé en Kintampo sud et Kintampo nord en 2003.